# Straumnesfjall
Straumnesfjall är ett berg i republiken Island. Det ligger i regionen Västfjordarna, 260 km norr om huvudstaden Reykjavík. Toppen på Straumnesfjall är 377 meter över havet, eller 376 meter över den omgivande terrängen. Bredden vid basen är 7,1 km.
Det finns inga samhällen i närheten.